# Двікози (гміна)
Гміна Двікози (пол. Gmina Dwikozy) — сільська гміна у східній Польщі. Належить до Сандомирського повіту Свентокшиського воєводства.
Станом на 31 грудня 2011 у гміні проживало 9086 осіб.

## Територія
Згідно з даними за 2007 рік площа гміни становила 84.79 км², у тому числі:
- орні землі: 83.00%
- ліси: 6.00%

Таким чином, площа гміни становить 12.54% площі повіту.

## Населення
Станом на 31 грудня 2011:
| Опис     | Загалом | Загалом | Чоловіки | Чоловіки | Жінки | Жінки |
| -------- | ------- | ------- | -------- | -------- | ----- | ----- |
| одиниця  | осіб    | %       | осіб     | %        | осіб  | %     |
| все      | 9086    | 100     | 4431     | 48.77    | 4655  | 51.23 |
| міське   | 0       | 100     | 0        |          | 0     |       |
| сільське | 9086    | 100     | 4431     | 48.77    | 4655  | 51.23 |

## Сусідні гміни
Гміна Двікози межує з такими гмінами: Вільчице, Ґожице, Завихост, Образув, Радомишль-над-Сяном, Сандомир.